# Guvernul Victor Ponta (4)
Guvernul Victor Ponta (4) a fost executivul României începând din 17 decembrie 2014, după ce cu două zile înainte primise votul de încredere al Parlamentului țării, până pe 4 noiembrie 2015 când primul ministru Victor Ponta și-a depus demisia.

## Constituirea
Conform Constituției României, schimbarea compoziției politice a guvernului presupune obținerea unui nou vot de încredere în fața Parlamentului, și efectiv constituirea unui nou Cabinet. În urma alegerilor prezidențiale din toamna lui 2014, Uniunea Democrată Maghiară din România a constatat votul masiv al populației maghiare în favoarea lui Klaus Iohannis și împotriva lui Victor Ponta, și a decis ieșirea de la guvernare. Ca urmare, Victor Ponta a trebuit să numească miniștri din alte partide politice la portofoliile deținute până atunci de UDMR și să ceară votul de încredere al Parlamentului.
Cabinetul Victor Ponta IV a fost aprobat de Parlamentul României în 15 decembrie 2014 și a depus jurământul în fața președintelui în exercițiu Traian Băsescu pe 17 decembrie 2014.

## Mandatul
În timpul mandatului acestui guvern, principalul subiect de discuții politice a fost o relaxare fiscală promovată de Guvern cu scopul declarat de a impulsiona mediul de afaceri. Legea avansată de guvern a fost discutată în Parlament, dar opoziția a acuzat faptul că reducerile de taxe propuse sunt nesustenabile. În cele din urmă, spre finalul lunii august, s-a ajuns la un compromis, reducerile de taxe fiind modificate în așa fel încât bugetul de stat să nu fie afectat. Cu toate acestea, în octombrie Guvernul a modificat din nou codul fiscal promovând unele reduceri suplimentare de impozit pentru microîntreprinderi cu unul sau doi angajați și includerea apei în rândul produselor pentru care TVA este redus de la 20% la 9%.
În timpul mandatului acestui Guvern, primul ministru Ponta a fost criticat pentru rămânerea în funcție în condițiile începerii urmăririi penale și apoi, în septembrie 2015, ale trimiterii sale în judecată pentru niște presupuse fapte ilegale comise de acesta în contextul unor contracte între cabinetul său de avocatură și unele întreprinderi de stat din domeniul energiei. Președintele Iohannis i-a cerut în mod repetat demisia pentru aceasta, acuzând pierderea credibilității Guvernului. În luna octombrie, parlamentari germani aflați în vizită în România declarau explicit că nu au cerut o întâlnire și cu șeful Guvernului din cauza faptelor de corupție de care este judecat. Procesul penal al lui Ponta a dus însă la demisia sa din funcția de președinte al PSD în iulie 2015. În octombrie, a fost ales succesorul său la conducerea PSD în persoana lui Liviu Dragnea, care a candidat fără adversar. La începutul lui septembrie, Partidul Național Liberal, de opoziție, a introdus o moțiune de cenzură, prin care cerea aproape explicit UNPR condus de Gabriel Oprea, ministrul de interne, să renunțe a mai susține guvernul Ponta în condițiile procesului penal al primului ministru. Moțiunea a fost respinsă, după ce parlamentarii ALDE și UNPR au refuzat să o voteze și au continuat să susțină Guvernul.

## Demisia și interimatul
În luna octombrie, au avut loc o serie de evenimente ce au dus la căderea Guvernului. Mai întâi, polițistul Bogdan Cosmin Gigină a murit în timp ce escorta coloana oficială a ministrului de interne Gabriel Oprea, ceea ce a declanșat o serie de contestări ale acestuia în mitinguri și manifestații. Deși la acel moment ministrul de interne nu avea drept la a utiliza o coloană oficială, chiar a doua zi Guvernul a adoptat o ordonanță de urgență prin care el primea acest drept. Inițial, opoziția s-a ferit să fie foarte fermă, criticând doar „exercițiul de comunicare” al ministrului de interne, dar, observând reacția populară, i-a cerut acestuia demisia. Când încă scandalul legat de coloana oficială a lui Oprea nu scăzuse mult în intensitate, un grav incendiu în clubul Colectiv din București soldat cu zeci de morți a relevat grave nereguli în aplicarea normelor de siguranță față de incendii în cluburile din București și a dus la noi proteste populare, zeci de mii de persoane cerând în seara de 3 noiembrie 2015 demisia primarului Sectorului 4, ministrului de interne și primului ministru.
Pe 4 noiembrie 2015, prim-ministrul Victor Ponta și-a depus mandatul. După demisia primului ministru, guvernul Ponta 4 a continuat să asigure interimatul puterii executive. Ministrul educației, Sorin Cîmpeanu, a fost numit premier interimar de către președintele Iohannis; la cinci zile după demisia lui Victor Ponta, și ministrul de interne Gabriel Oprea a demisionat, Cîmpeanu primind și interimatul funcției acestuia, atribuțiile căreia le-a delegat secretarului de stat Ilie Botoș.

## Componența
| Minister                                                                            | Nume                         | Partid | În funcție din    | Până la           |
| ----------------------------------------------------------------------------------- | ---------------------------- | ------ | ----------------- | ----------------- |
| Premier                                                                             | Victor Ponta                 | PSD    | 7 mai 2012        | 5 noiembrie 2015  |
| Ministrul Afacerilor Interne (vicepremier)                                          | Gabriel Oprea                | UNPR   | 17 decembrie 2014 | 9 noiembrie 2015  |
| Ministrul dezvoltării regionale și administrației publice (vicepremier)             | Liviu Dragnea                | PSD    | 17 decembrie 2014 | 15 mai 2015       |
| Ministrul dezvoltării regionale și administrației publice (vicepremier)             | Sevil Shhaideh               | PSD    | 20 mai 2015       | 17 noiembrie 2015 |
| Ministrul Finanțelor Publice                                                        | Darius Vâlcov                | PSD    | 17 decembrie 2014 | 15 martie 2015    |
| Ministrul Finanțelor Publice                                                        | Eugen Teodorovici            | PSD    | 30 martie 2015    | 17 noiembrie 2015 |
| Ministrul Agriculturii și Dezvoltării Rurale                                        | Daniel Constantin            | ALDE   | 17 decembrie 2014 | 17 noiembrie 2015 |
| Ministrul Afacerilor Externe                                                        | Bogdan Aurescu               | Ind.   | 17 decembrie 2014 | 17 noiembrie 2015 |
| Ministrul Apărării Naționale                                                        | Mircea Dușa                  | PSD    | 17 decembrie 2014 | 17 noiembrie 2015 |
| Ministrul Justiției                                                                 | Robert Cazanciuc             | PSD    | 17 decembrie 2014 | 17 noiembrie 2015 |
| Ministrul mediului și schimbărilor climatice                                        | Grațiela-Leocadia Gavrilescu | ALDE   | 17 decembrie 2014 | 17 noiembrie 2015 |
| Ministrul Economiei                                                                 | Mihai Tudose                 | PSD    | 17 decembrie 2014 | 17 noiembrie 2015 |
| Ministrul pentru societatea informațională                                          | Sorin Grindeanu              | PSD    | 17 decembrie 2014 | 17 noiembrie 2015 |
| Ministrul Sănătății                                                                 | Nicolae Bănicioiu            | PSD    | 17 decembrie 2014 | 17 noiembrie 2015 |
| Ministrul Educației și Cercetării Științifice                                       | Sorin Cîmpeanu               | ALDE   | 17 decembrie 2014 | 17 noiembrie 2015 |
| Ministrul muncii, familiei, protecției sociale și persoanelor vârstnice             | Rovana Plumb                 | PSD    | 17 decembrie 2014 | 17 noiembrie 2015 |
| Ministrul Fondurilor Europene                                                       | Eugen Teodorovici            | PSD    | 17 decembrie 2014 | 30 martie 2015    |
| Ministrul Fondurilor Europene                                                       | Marius Nica                  | PSD    | 30 martie 2015    | 17 noiembrie 2015 |
| Ministrul Transportului și Infrastructurii                                          | Ioan Rus                     | PSD    | 17 decembrie 2014 | 11 iunie 2015     |
| Ministrul Transportului și Infrastructurii                                          | Iulian Matache               | PSD    | 16 iulie 2015     | 17 noiembrie 2015 |
| Ministrul Culturii                                                                  | Ioan Vulpescu                | PSD    | 17 decembrie 2014 | 4 noiembrie 2015  |
| Ministrul Tineretului și Sportului                                                  | Gabriela Szabo               | PSD    | 17 decembrie 2014 | 17 noiembrie 2015 |
| Ministru delegat pentru energie, întreprinderi mici și mijlocii și mediu de afaceri | Andrei Gerea                 | ALDE   | 17 decembrie 2014 | 4 noiembrie 2015  |
| Ministru delegat pentru relația cu Parlamentul                                      | Eugen Nicolicea              | UNPR   | 17 decembrie 2014 | 17 noiembrie 2015 |
| Ministru delegat pentru românii de peste hotare                                     | Angel Tîlvăr                 | PSD    | 17 decembrie 2014 | 4 noiembrie 2015  |
| Ministru delegat pentru dialog social                                               | Liviu Pop                    | PSD    | 17 decembrie 2014 | 17 noiembrie 2015 |